# Scramjet

a) silnik odrzutowy
b) ramjet
c) scramjet

Scramjet (Supersonic Combustion Ramjet) – typ silnika strumieniowego skonstruowany do pracy z prędkościami hipersonicznymi, tj. powyżej Ma 5.
Do dyfuzora wlotowego naddźwiękowego silnika strumieniowego wpada strumień powietrza z prędkością przekraczającą prędkość dźwięku i  ulega spowolnieniu, sprężeniu, a część jego energii kinetycznej zamienia się w ciepło, powodując wzrost temperatury. Następnie w komorze spalania dodawane jest paliwo, które spala się w strumieniu  nadal poruszającym się z prędkością naddźwiękową, powodując dalszy wzrost jego temperatury. W rozszerzającej się dyszy wylotowej strumień rozpręża się, ochładza i przyśpiesza. Ciąg jest bezpośrednio efektem kształtującego się wewnątrz silnika układu ciśnień, a jego wartość jest proporcjonalna do zmiany w jednostce czasu ilości ruchu przepływającego przez silnik powietrza. Jedną z zalet scramjet jest brak w jego konstrukcji dużych części ruchomych.
W związku z faktem iż praca silnika typu scramjet uzależniona jest od prędkości wlotowej powietrza, nie jest możliwe uruchomienie takiego silnika przy prędkości wlotowej mniejszej niż prędkość dźwięku. Toteż do pracy silnika tego typu, konieczne jest nadanie mu prędkości dźwięku innymi środkami. W najnowocześniejszych silnikach scramjet, silniki takie rozpoczynają pracę jako innego rodzaju silniki odrzutowe, po czym po uzyskaniu odpowiedniej prędkości powietrza w jego ujęciu, następuje zmiana konfiguracji silnika do postaci scramjet.